# Acacia shuttleworthii
Acacia shuttleworthii är en ärtväxtart som beskrevs av Meissner. Acacia shuttleworthii ingår i släktet akacior, och familjen ärtväxter. Inga underarter finns listade i Catalogue of Life.